# Arcacythere enigmatica
Arcacythere enigmatica is een mosselkreeftjessoort uit de familie van de Trachyleberididae. De wetenschappelijke naam van de soort is voor het eerst geldig gepubliceerd in 1978 door Whatley, Frame & Whittaker.